# Antonio Ribera
Œuvres principales
Ummo
Antonio Ribera i Jordà, né le 15 janvier 1920 à Barcelone et décédé le 24 septembre 2001 à Sant Feliu de Codines (proche de Barcelone), est un écrivain ufologue espagnol s'intéressant au phénomène ovni dès le début des années 1950, 
Il est considéré, à ce titre comme un des pionniers de la recherche ufologique espagnole. Il est également un précurseur de la plongée sous-marine autonome dans son pays.

## Biographie
Il fut le rédacteur en chef de la version hispanique (incluant l'Amérique latine) de la revue Planète (Horizonte), vecteur du courant de Réalisme fantastique issu de l'ouvrage Le Matin des magiciens de Jacques Bergier et Louis Pauwels, en 1968, et ce pour 15 numéros.
Il est considéré comme l'un des principaux spécialistes de l'Affaire Ummo à compter de 1969, avec Jean-Pierre Petit pour la France, et le portugais Joaquim Fernandes aux grandes concordances d'idées avec Ribera sur le phénomène ovni, celle-ci ayant fait l'objet d'une controverse.
En 1979, il fut le premier spécialiste de la question ufologique à venir s'exprimer devant 40 membres de la Chambre des Lords, siégeant en commission à Londres, afin d'évoquer la question des ovnis,.
Cofondateur du Centro de Recuperación y de Investigaciones Submarinas (CRIS) et vice-président de la première association ufologique espagnole, el Centro de Estudios Interplanetarios de Barcelona (CEI) à sa création en 1958, il est l'auteur de plus d'une quarantaine d'ouvrages spécialisés dans son pays.
Il fut également traducteur (Le Monde du Silence de J-Y Cousteau, 2001 : L'Odyssée de l'espace d'Arthur C. Clarke...)

## Distinctions
- Creu de Sant Jordi en 1990 (décernée par la Generalitat de Catalogne)

## Œuvre
En français :
- Le danger viendra de la mer, éd. Pierre de Meyere, 1965
- En quête des humanoïdes (avec Jacques Vallée, Aimé Michel, Charles Bowen (directeur de la Flying Saucer Review et auteur de l'ouvrage), William T. Powers, Gordon Creighton, Coral Lorenzen, Dr W. Buhler, etc.), éd. J'ai Lu, coll. « L'Aventure mystérieuse », 1974
- Preuves de l'existence des soucoupes volantes (avec Rafaël Farriols, et André Bernard), éd. de Vecchi, 1975, rééd. Hachette (Le Livre de Paris, Club pour vous), 1976
- Procès aux OVNIs objets volants non identifiés, éd. de Vecchi, 1975
- Ces mystérieux OVNI - Jusqu'à présent, ils nous ont épiés, mais demain ? (traduction d'André Bernard), éd. de Vecchi, 1976
- Les 12 mystérieux triangles de la mort (avec Marie-Françoise Zeitouni), éd. De Vecchi, 1978  (ISBN 978-2851770400)
- Ummo, éd. du Rocher, 1984, coll. "Aux confins de l'étrange"
- Les extraterrestres sont-ils parmi nous ? Le véritable langage Ummo, éd. du Rocher, 1991, rééd. 2002  (ISBN 978-2268012902)

En espagnol :
- Cartas de très herejes, éd. Corona Borealis, 1999 (correspondance personnelle avec les ufologues français Jacques Vallée et Aimé Michel, des années 1960 aux années 1990 ; avant-dernier ouvrage de l'auteur)